# Alberto Domínguez Cámpora
Alberto Domínguez Cámpora (* 27. Juli 1895 in Montevideo; † 28. April 1970) war ein uruguayischer Politiker und Universitätsprofessor.

## Leben
Er wurde als Sohn des Alberto Domínguez und der Aurelía Cámpora geboren. Dr. Domínguez Cámpora war zunächst Botschafter Uruguays in den USA, bevor er vom 23. November 1950 bis zum 1. März 1952, als er von Daniel Castellanos Arteaga abgelöst wurde, das Amt des Außenministers von Uruguay ausübte.